# Cyklofosfamid
Cyklofosfamid (łac. cyclophosphamidum) – organiczny związek chemiczny z grupy cyklicznych diamidofosforanów (diamidów kwasu fosforowego), zawierający pierścień 1,3,2-oksazafosfinanowy i fragment iperytu azotowego (−N(CH
2CH
2Cl)
2) jako amidowy ligand egzocykliczny. Stosowany jako lek cytostatyczny z grupy leków alkilujących. Działanie biologiczne opiera się na interakcjach alkilujących metabolitów powstałych w wyniku przemian metabolicznych z DNA, co doprowadza do jego fragmentacji, a w konsekwencji do śmierci komórki. Jest cytostatykiem fazowo niespecyficznym, swoistym dla cyklu komórkowego. Jest, podobnie jak doksorubicyna, jednym z najczęściej stosowanych cytostatyków.

## Zastosowanie
Stosowany jest w leczeniu nowotworów, czasami w ciężkich postaciach chorób tkanki łącznej (kolagenoz) o podłożu autoimmunologicznym.
Ważniejsze zastosowania cyklofosfamidu:
- ostre białaczki
- szpiczak mnogi[6]
- ziarnica złośliwa i chłoniaki nieziarnicze
- rak sutka
- drobnokomórkowy rak płuca
- nabłoniak kosmówkowy
- rak trzonu macicy
- mięsaki
- choroby autoimmunologiczne niereagujące na inne leczenie
- po przeszczepach narządów w celu uzyskania immunosupresji

## Działania niepożądane
Ma bardzo dużo możliwych działań niepożądanych, m.in. może doprowadzić do trwałego uszkodzenia szpiku kostnego. Często powoduje wypadanie włosów, krwotoczne zapalenie pęcherza moczowego, nieodwracalne uszkodzenie czynności jajników.
Najważniejsze działania niepożądane (uboczne) cyklofosfamidu:
- supresja szpiku (leukopenia i trombocytopenia)
- nudności i wymioty (zaliczany do cytostatyków o dużym ryzyku wywołania wymiotów)[7],
- jadłowstręt
- zwłóknienie klatki piersiowej
- uszkodzenie mięśnia sercowego (w większych dawkach)
- zapalenie pęcherza moczowego
- łysienie
- wtórne nowotwory (szczególnie w drogach odprowadzających mocz)

## Dawkowanie i drogi podania
Cyklofosfamid można podawać doustnie (w tabletkach) lub dożylnie w postaci wlewu kroplowego.
We wlewach kroplowych często jest stosowany w połączeniu z adriamycyną jako schemat AC. Istnieją też inne schematy z udziałem cyklofosfamidu, np. CMF, TC (zob. chemioterapia nowotworów).

## Preparaty
- Endoxan – Baxter – drażetki 0,05 g, proszek do przygotowania roztworu do wstrzykiwań – 0,2 g, proszek do przygotowania roztworu do wlewu kroplowego – 1 g